# Mollia (geslacht)
Mollia is een mosdiertjesgeslacht uit de familie van de Microporidae en de orde Cheilostomatida. De wetenschappelijke naam ervan is in 1816 voor het eerst geldig gepubliceerd door Lamouroux.

## Soorten
- Mollia amoena Gordon, 1986
- Mollia circumcincta  Heller, 1867)
- Mollia cristinae Souto, Reverter-Gil & Fernández-Pulpeiro, 2010
- Mollia elongata Canu & Bassler, 1928
- Mollia folineae (delle Chiaje, 1828) (taxon inquirendum)
- Mollia mauritiana (Kirkpatrick, 1888)
- Mollia multijuncta (Waters, 1879)
- Mollia ogivalis (Seguenza, 1880)
- Mollia patellaria (Moll, 1803)
- Mollia planata (Moll, 1803) (taxon inquirendum)
- Mollia tuberculata d'Orbigny, 1852 (taxon inquirendum)

Niet geaccepteerde soorten:
- Mollia antiqua Smitt, 1873 → Floridina antiqua (Smitt, 1873)
- Mollia fagei Gautier, 1962 → Coronellina fagei Gautier, 1962
- Mollia rosselii (Audouin, 1826) → Rosseliana rosselii (Audouin, 1826)